# Militärische Befestigungen des Marathenreiches
Die Militärische Befestigungen des Marathenreiches sind 14 zwischen dem 17. und 19. Jahrhundert entstandene oder in dieser Zeit erneuerte Befestigungsanlagen der Maratha. Die sich in Hierarchie, Größe und Typologie unterscheidenden Anlagen zeigen die Fähigkeit der Marathas, Landschaft, Gelände und physiographische Merkmale in ihre Festungen zu integrieren. Daraus ergab sich im englischen Originaltext des UNESCO-Beschlusses die Bezeichnung «Maratha Military Landscapes of India» mit der Kernformulierung „militärische Landschaften.“ Die Anlagen befinden sich im Bundesstaat Maharashtra. Die Bauwerke befinden sich auf der Tentativliste des UNESCO-Welterbes.
| Name              | Ort  | Bild | Beschreibung |
| ----------------- | ---- | ---- | --- |
| Raigad Fort       | Lage |      | 1653 wurde Raigad (damals als Rairi bekannt) von den Maratha-Truppen erobert. Um das Fort zu einer würdigen Hauptstadt zu machen, beauftragte Shivaji Hiroji Indulkar mit dem Wiederaufbau des Forts. 1674 fand hier die große Krönungszeremonie für Shivaji Maharaj statt, bei der er den Titel „Chhatrapati“ erhielt. Auch diente das Fort fortan als zweite Hauptstadt von Chhatrapati Shivaji Maharaj und spielte eine wichtige Rolle bei der Verwaltung und Expansion des Maratha-Königreichs. |
| Rajgad Fort       | Lage |      | Die 1647 von Shivaji eroberte Burg wurde anschließend in eine beeindruckende Festung verwandelt und war über 26 Jahre lang die Hauptstadt des Marathenreichs bevor Raigad zur Hauptstadt wurde. Sie hat einen Grundriss von 40 Kilometern und erhebt sich 1376 Meter über dem Meeresspiegel. |
| Shivneri Fort     | Lage |      | Das Fort ist der Geburtsort des Marathen-Führers Shivaji (1630–1680). |
| Torna Fort        | Lage |      | Das auf 1403 Metern liegende Fort ist historisch bedeutsam, da es das erste Fort war, das 1646 vom damals 16-jährigen Shivaji erobert wurde. |
| Lohagad           | Lage |      | Das vermutlich im 14. Jahrhundert erbaute Fort liegt auf dem Kamm eines steilen Hügels mit den Bhaja-Höhlen in der Mitte und überblickt eines der malerischsten Täler. Der Zugang erfolgt durch vier aufeinanderfolgende gewölbte Tore, die Ganesh-, Narayana-, Hanuman- und Maha-Tore genannt werden. Außer dem Hanuman-Tor, das von den Mohammedanern erbaut wurde, wurden alle anderen von Nana Phadnavis errichtet.                                                                             |
| Salher Fort       | Lage |      | Salher ist eine der höchsten gelegenen Festungen in den Sahyadri-Bergen und befindet sich im Dolhari-Gebirge. Das Fort war 1672 Schauplatz einer wichtigen Schlacht zwischen den Marathas und dem Mogulreich. |
| Mulher Fort       | Lage |      | |
| Rangana Fort      | Lage |      | Diese Festung wurde um 1187 von der Shilahar-Dynastie erbaut. Im Laufe der Jahrhunderte ging die Festung von einer Dynastie zur nächsten über bis im Jahr 1659 Shivaji die Burg eroberte. Shivaji war sich der Bedeutung und der strategischen Lage dieser Festung bewusst und ließ sie in der Absicht reparieren, die Festung und die Grenzen von Swarajya zu stärken. |
| Ankai-Tankai Fort | Lage |      | |
| Kasa Fort         | Lage |      | Kasa Fort, auch bekannt als Padmadurg Fort, ist eine Inselbefestigung im Arabischen Meer, die von Chhatrapati Shivaji gebaut wurde, um die Seeherrschaft in der Region zu erlangen bzw. die Konkanküste zu schützen. Es wird vermutet, das das Fort zwischen 1672 und 1673 erbaut wurde. |
| Sindhudurg        | Lage |      | Sindhudurg bedeutet wörtlich übersetzt „Seefestung“, wurde zwischen 1664 und 1667 von Shivaji errichtet und ist so konstruiert, das es vom Feind, der vom Arabischen Meer kam, nicht leicht gesehen werden konnte. |
| Alibag Fort       | Lage |      | |
| Suvarnadurg       | Lage |      | |
| Khanderi Fort     | Lage |      | |